# マット・コベイン
マット・コベイン（Matt Cockbain、1972年11月19日 - ）は、オーストラリアのラグビー指導者。現在ジャパンラグビーリーグワンNTTドコモレッドハリケーンズ大阪のヘッドコーチ。

## プロフィール
- オーストラリア・コフスハーバー出身[1]。
- 現役時代のポジションはロック(LO)、フランカー(FL)。
- 弟のブレントも元ラグビー選手(元ウェールズ代表)。
- オーストラリア代表通算キャップ数は63でラグビーワールドカップ1999・ラグビーワールドカップ2003のオーストラリア代表に選ばれた。

## 略歴
フェアフィールド高校卒業 後、クイーンズランド・レッズ、レッズ、カーディフ・ブルーズを経て、2004年、ワールドファイティングブルに加入。
現役引退後、土木技師として活動した後にレベルズ、フィジー代表、豊田自動織機等のコーチを経て、2016年、リコーブラックラムズのFWコーチに就任。翌2017年、ヘッドコーチに昇格。
2019年、リコーブラックラムズのヘッドコーチ退任後、ワラターズ、NTTコミュニケーションズ シャイニングアークス東京ベイ浦安のコーチを経て、2022年、NTTドコモレッドハリケーンズ大阪のヘッドコーチに就任。